# Al Khalid
Al Khalid je glavni bojni tank pakistanske vojske.